# Ulus (Ankara)
Koordinaten: 39° 56′ N, 32° 51′ O
Ulus ist eine Stadtregion (türkisch Semt) in Ankara. Es handelt sich um die geläufige Bezeichnung eines Areals, dessen Grenzen nicht festgelegt sind, und nicht um eine offizielle verwaltungsmäßige Bezeichnung, wird aber auch für Bus-, Dolmuş-Stationen und eine Metrostation verwendet, die sich in diesem Areal befinden. Die Region hat ihren Namen von dem zentral in ihr gelegenen Platz (Ulus Meydanı, zu deutsch: Platz der Nation). Der Platz, im Lauf der Geschichte vielfach umgestaltet, liegt an der Kreuzung von vier boulevardmäßig ausgestalteten Straßen, dem Atatürk Bulvarı von Süden, der sich dann jenseits der Kreuzung als Çankırı Caddesi fortsetzt, und der Cumhuriyet Caddesi von Westen vom Bahnhof her, die sich zunächst auf die Zitadelle gerichtet, als Anafartalar Caddesi fortsetzt. Einen besonderen Akzent erhält der Ort durch das von Heinrich Krippel 1927 errichtete Zafer Abidesi (Siegesdenkmal) mit einem überlebensgroßen Reiterstandbild von Mustafa Kemal Atatürk, das die platzartige, aber durch Stützmauern von den Gehsteigen abgetrennte, quadratische Erweiterung der Kreuzung zwischen dem Atatürk Bulvarı und der Anafartalar Caddesi dominiert. Die Wirkung dieses Standbildes, das von unzähligen Tauben besetzt ist, ist durch die umschließende moderne, aber reizlose Hochhausbebauung und das unter dem Straßenniveau liegende Niveau des Platzes beeinträchtigt. Nach diesem Standbild hat im Volksmund die Lage des Platzes (wenn der Platz exakt und nicht das Viertel im Umkreis gemeint ist) die Bezeichnung Heykel (das türkische Wort für Standbild).

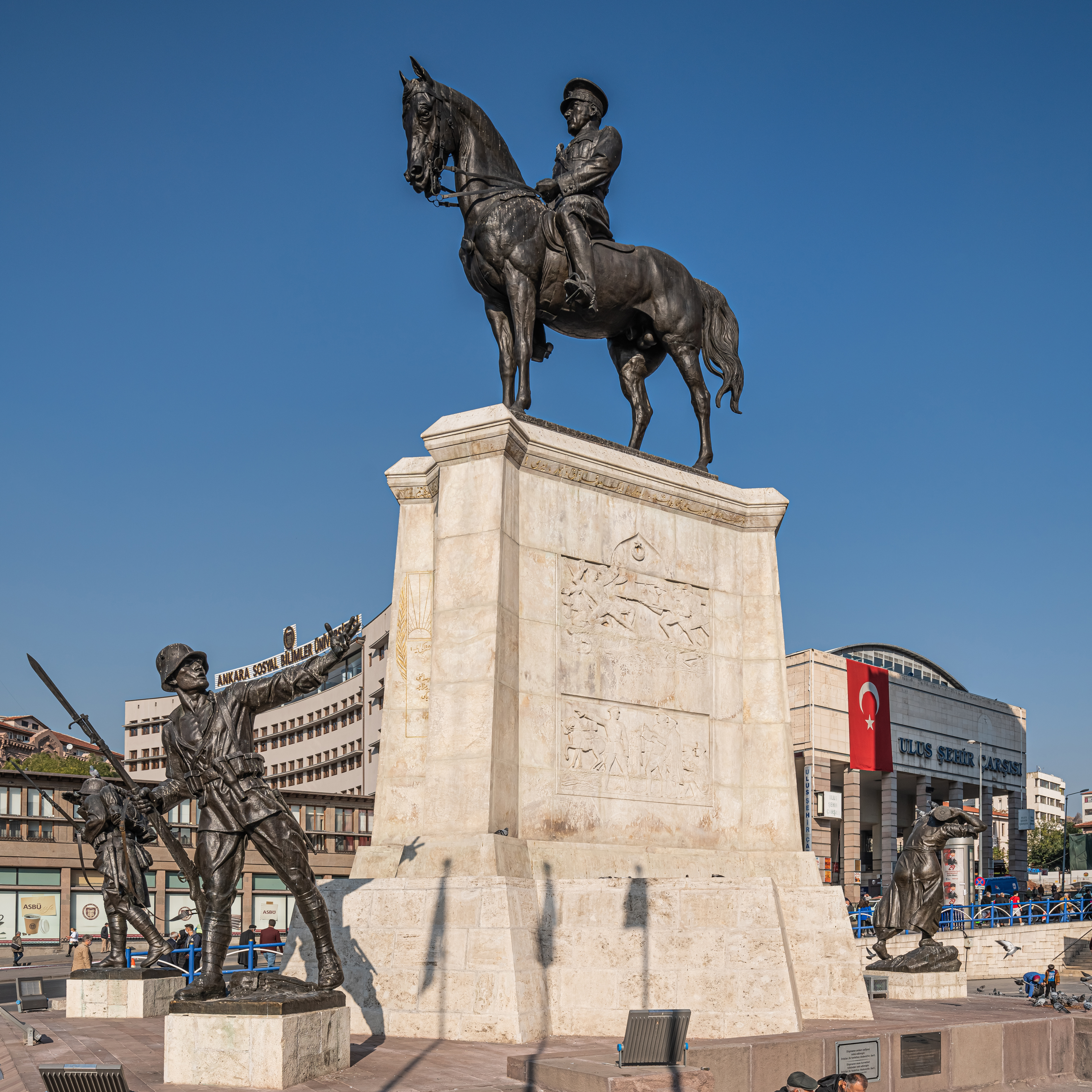
Das Zafer Abidesi auf dem Ulus Meydanı

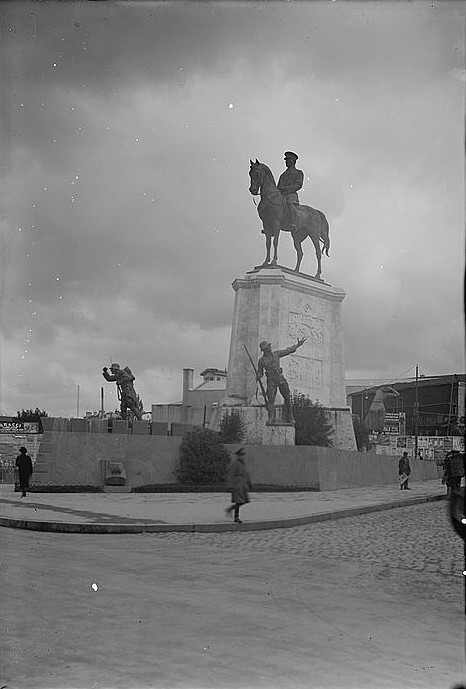
Zum Vergleich: Historische Aufnahme

Ulus hat eine gewisse Bedeutung für den Nahverkehr. Diverse Buslinien kreuzen den Ulus Meydanı. Ein Großteil des Durchgangsverkehrs wird aber um das Viertel herumgeführt. Die Metro hat eine Haltestelle „Ulus“. Diese liegt aber nicht am zentralen Ulus Meydanı, sondern in der Peripherie, etwa 400 m südwestlich des Platzes am Eingang zum Gençlik Parkı. Dort befindet sich auch ein Endpunkt vieler Dolmuş-Linien. Andere Dolmuş-Linien fahren näher an den Platz heran, haben aber ihre Endstationen in dem Gassengewirr um den Ulus Meydanı herum. Ebenfalls in Ulus befinden sich die Markthallen.

## Historisches
In der Frühzeit der Republik Türkei befanden sich hier das erste Regierungsviertel und das damals moderne Stadtzentrum von Ankara. Der Ulus Meydanı markierte den Rand des alten, osmanischen Ankara und den Beginn des Weges zum Bahnhof. Diese Bedeutung zeigt sich in vielen öffentlichen Regierungs- und Parlamentsgebäuden und auch Bank- und sonstigen Geschäftsgebäuden, wie der Türkiye İş Bankası. Der Verlust der Zentralität durch Verlegung der zentralen Staatsbehörden nach Çankaya erschließt sich daraus, dass die meisten dieser Baulichkeiten entweder geräumt, zu Museen gemacht oder von nachgeordneten Dienststellen besetzt sind.
Ursprünglich war die Lokalität als Taşhan (steinerner Gasthof) bekannt, nach dem dortigen Hotel, das als das beste bzw. einzige im damaligen Ankara galt. Der Taşhan wurde 1935 abgerissen und an seiner Stelle ein zentrales Geschäftsgebäude der Sümerbank errichtet, eines der staatlichen Unternehmen, mit dem die kemalistische Regierung die wirtschaftliche Entwicklung der Türkei durchführen wollte. Die Sümerbank, trotz ihres Namens hauptsächlich ein Textilunternehmen, wurde privatisiert, aufgelöst und mit der Oyakbank verschmolzen. Das Gebäude wird jetzt von der Ankara Sosyal Bilimler Üniversitesi (ASBÜ: Sozialwissenschaftliche Universität Ankara) genutzt. Der Name „Taşhan“ wird nunmehr von einem modernen Geschäftsgebäude benutzt, das sich schräg gegenüber dem alten Standort auf der anderen Straßenseite der Çankırı Caddesi befindet.
Der Platz gegenüber dem Taşhan, wo sich jetzt das Siegesdenkmal befindet, wurde ursprünglich vom Gebäude der Darülmuallimin Mektebi eingenommen, eines Lehrerbildungsinstituts, das unter dem Namen Erkek Öğretmen Okulu weiterbesteht. Das Gebäude wurde in den ersten Jahren der Republik Türkei vom Bildungsministerium benutzt, bevor es abgerissen wurde, um Platz für das Denkmal zu schaffen.
Sowohl der namensgebende Platz wie auch die Straßen haben verschiedentlich im 20. Jahrhundert den Namen gewechselt. So hießen früher:
- der Ulus Meydanı: Tașhan Meydanı, Hakimiyet-i Milliye Meydanı, Millet Meydanı.
- die Anafartalar Caddesi: Karaoğlan Caddesi
- der Atatürk Bulvarı: Bankalar Caddesi, Millet Caddesi, Gazi Mustafa Kemal Caddesi, Atatürk Uranı
- die Cumhuriyet Caddesi: İstasyon Caddesi

## Umgebung
In Ulus bzw. Im Umkreis von einigen hundert Metern um den Ulus Meydan befinden sich zahlreiche gut erreichbare Museen, Sehenswürdigkeiten und Einkaufsmöglichkeiten. Nicht alle dieser Sehenswürdigkeiten befinden sich noch am ursprünglichen Platz. So wurden sowohl das Siegesdenkmal wie die Julianssäule im 20. Jahrhundert versetzt. Im Einzelnen:
- Kurtuluş Savaşı Müzesi (Museum des Befreiungskriegs, das erste Parlamentsgebäude)
- Cumhuriyet Müzesi (Museum der Republik, das zweite Parlamentsgebäude)
- die Ruinen der römischen Thermen (türkisch Roma Hamamları)
- Hacı Bayram Camii (Moschee) und
- Hacı Bayram Türbesi (Grabmal)
- der Tempel der Roma und des Augustus (türkisch Ogüst Mabedi)
- die Julianssäule
- der Gençlik Parkı

Außerhalb von Ulus, aber noch zu Fuß erreichbar sind der Bahnhof Ankara, das Ankara Etnoğrafya Müzesi, die Zitadelle (Ankara Kalesi) und das Museum für anatolische Zivilisationen.

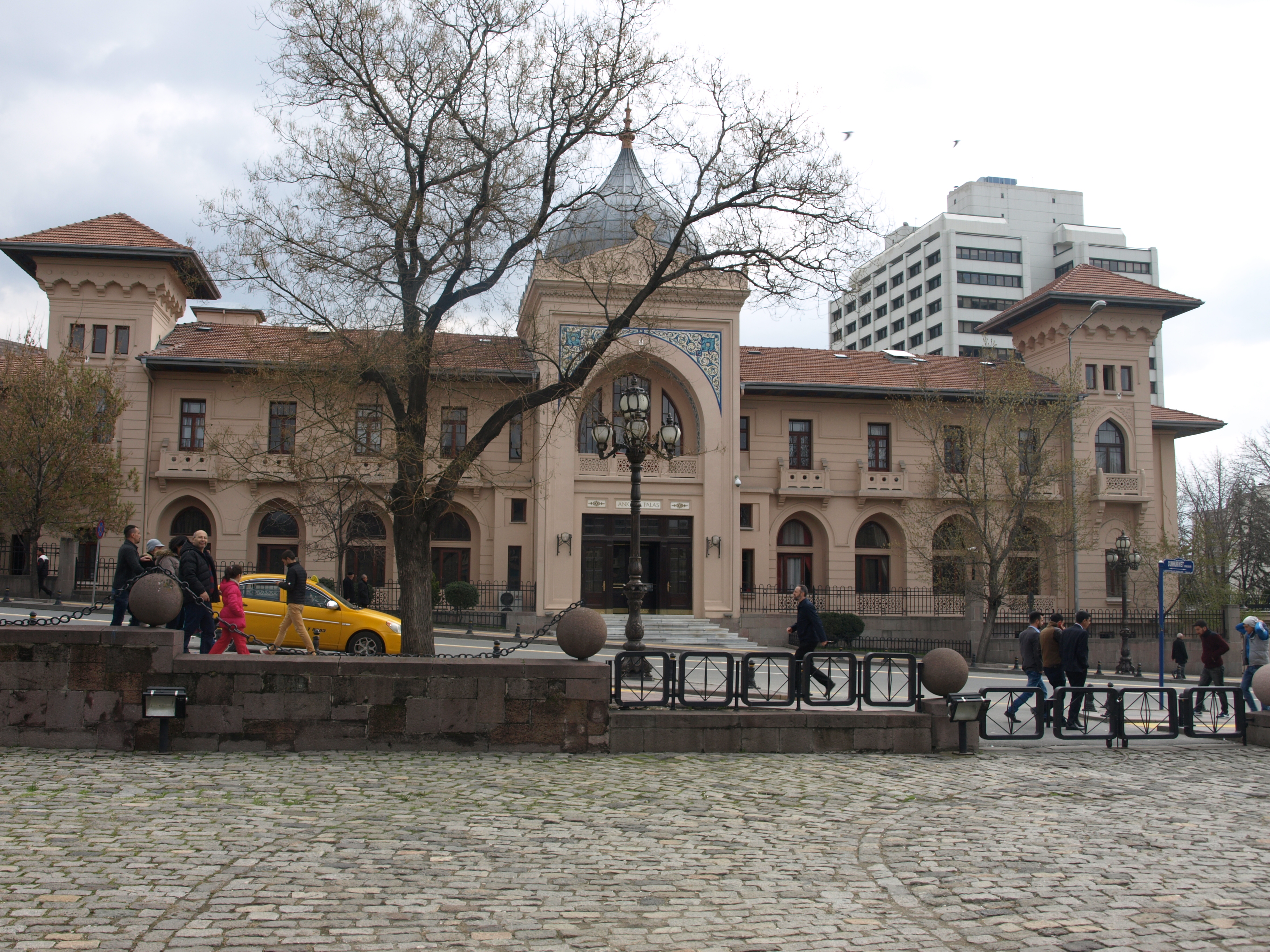
Front des historischen Hotels Ankara Palas
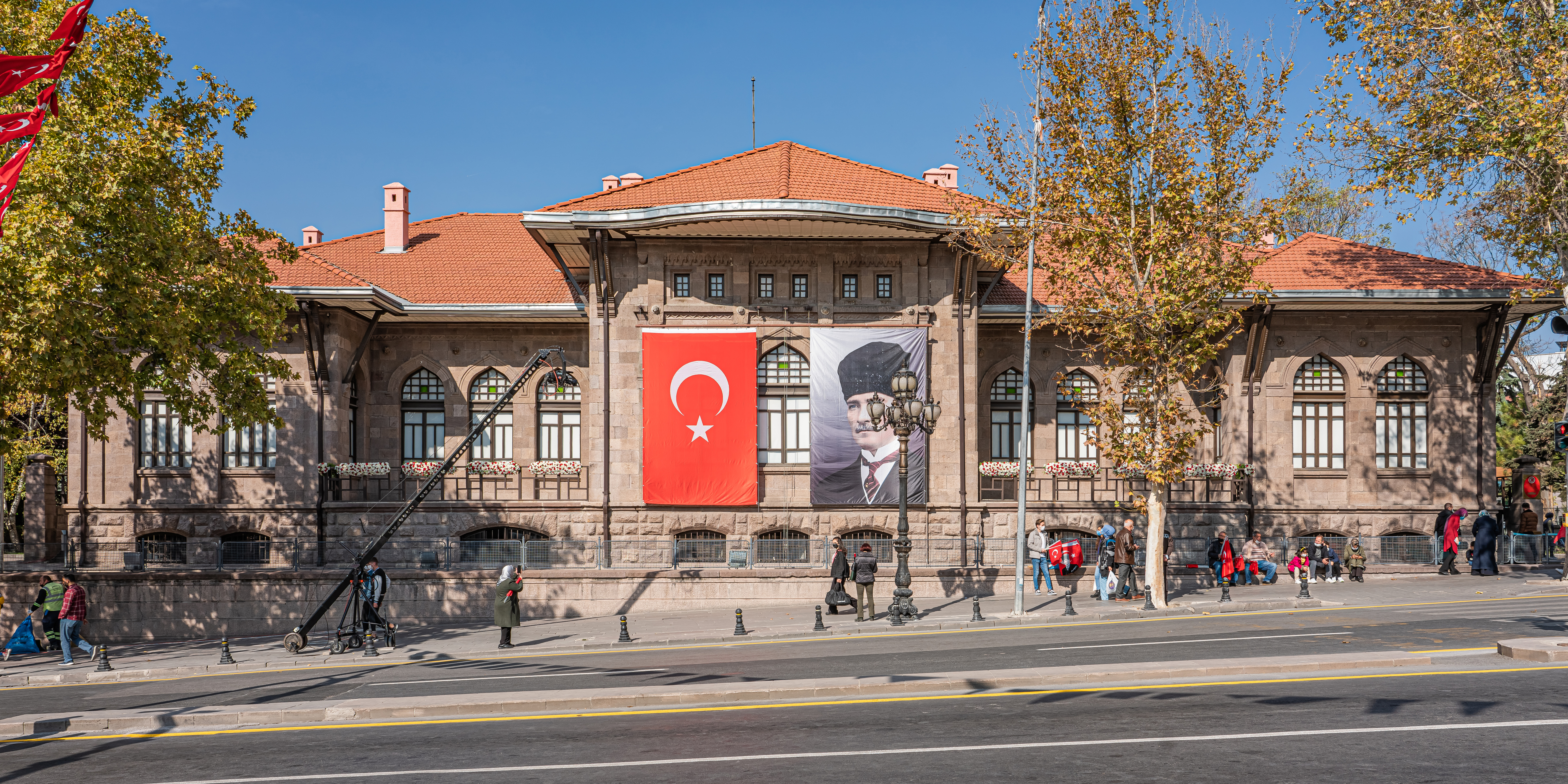
Das Museum des Befreiungskrieges (Kurtuluş Savaşı Müzesi), das erste Parlamentsgebäude
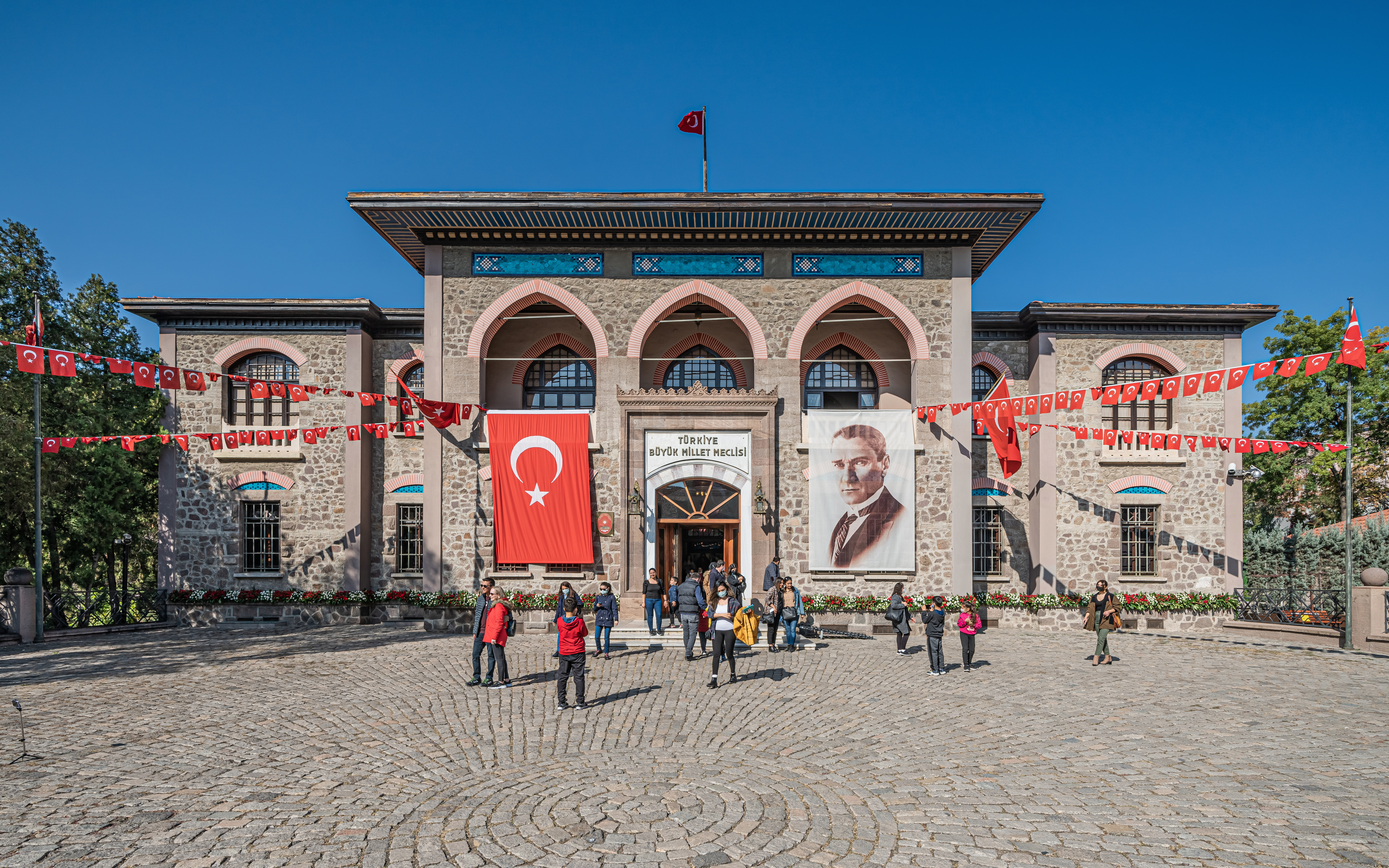
Das Museum der Republik (Cumhuriyet Müzesi)
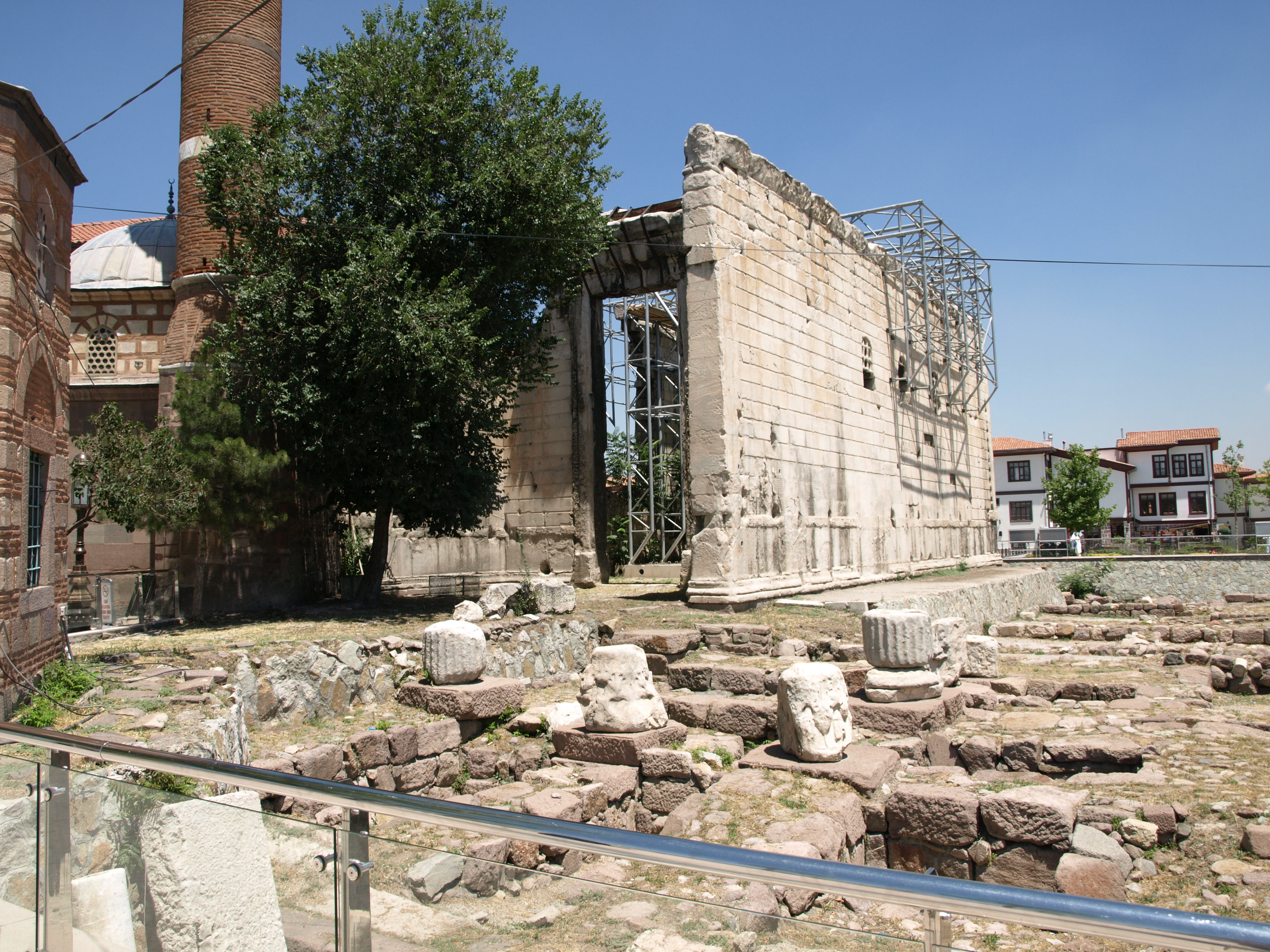
Tempel des Augustus und der Roma in Ankara
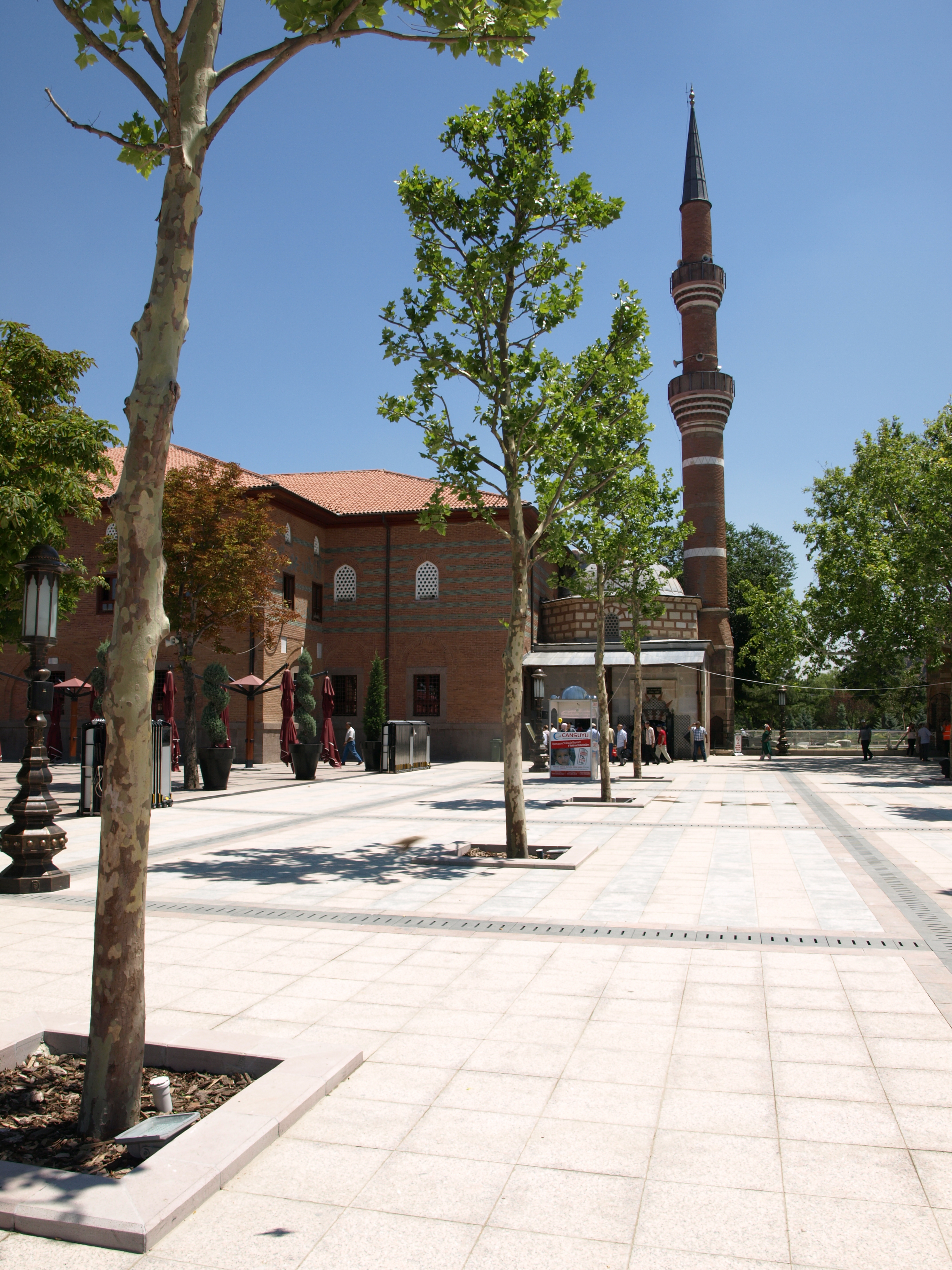
Hacıbayram-Moschee und Türbe in Ankara
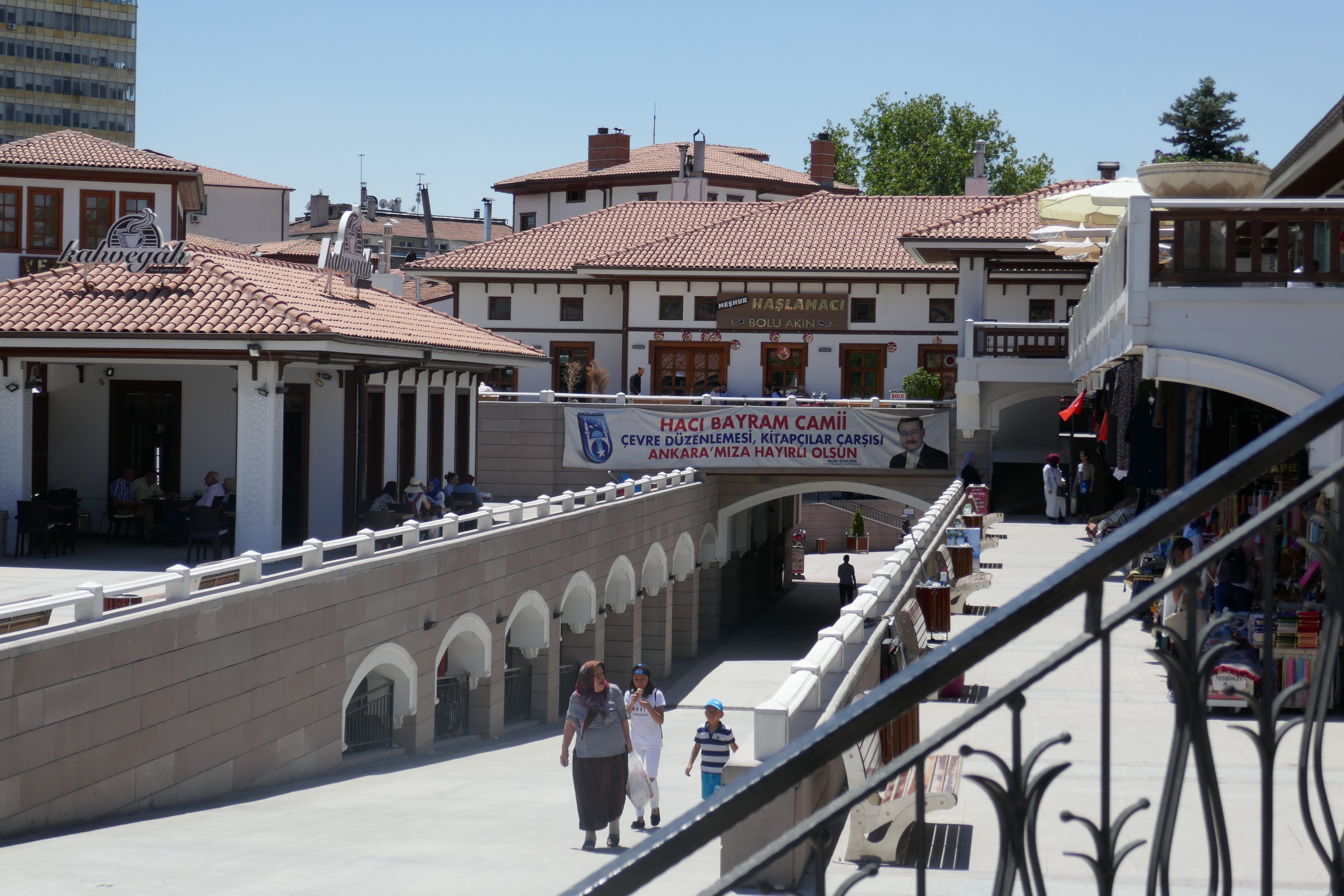
Stadtviertel Hacıbayram in Ankara
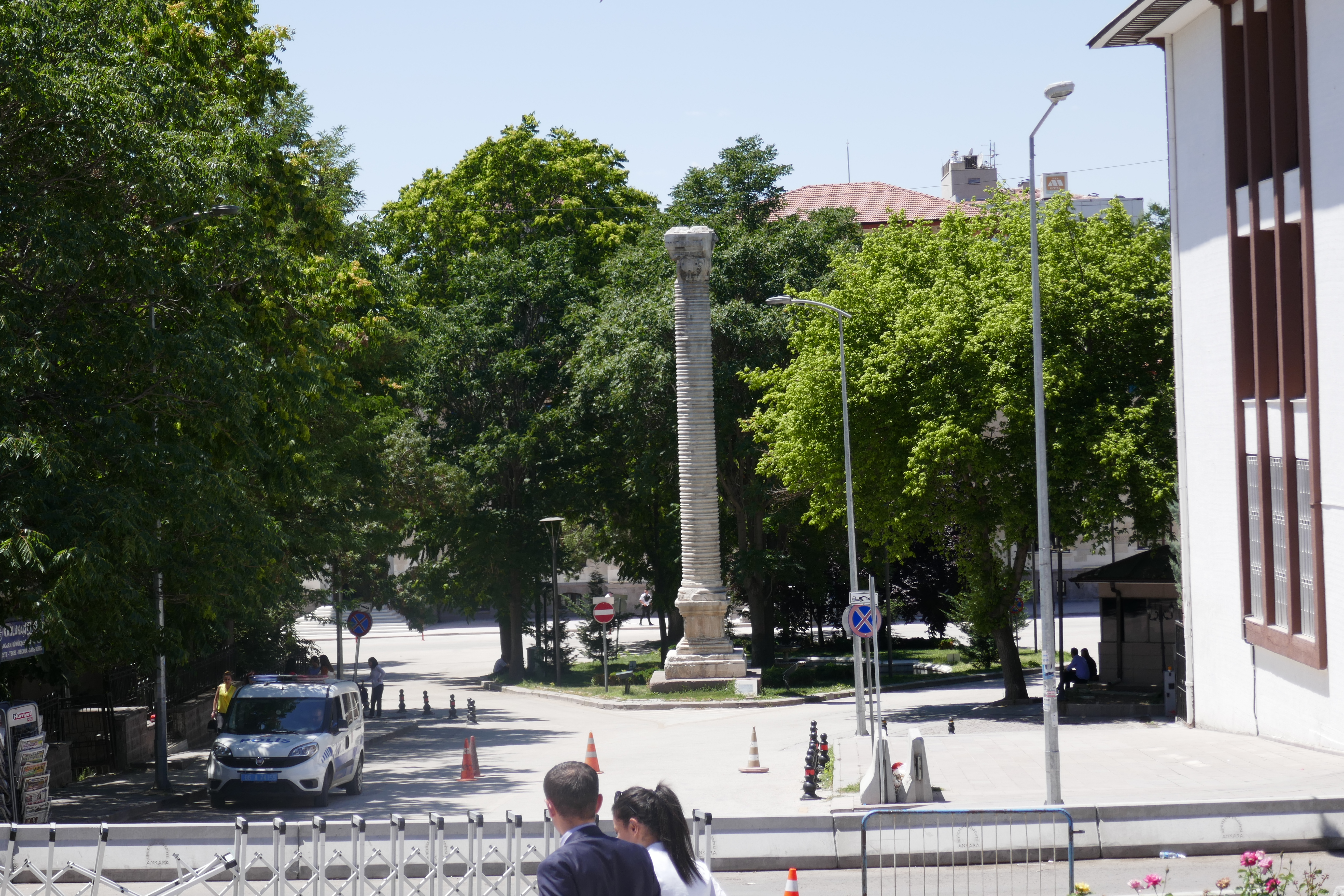
Die Julianssäule in Ankara
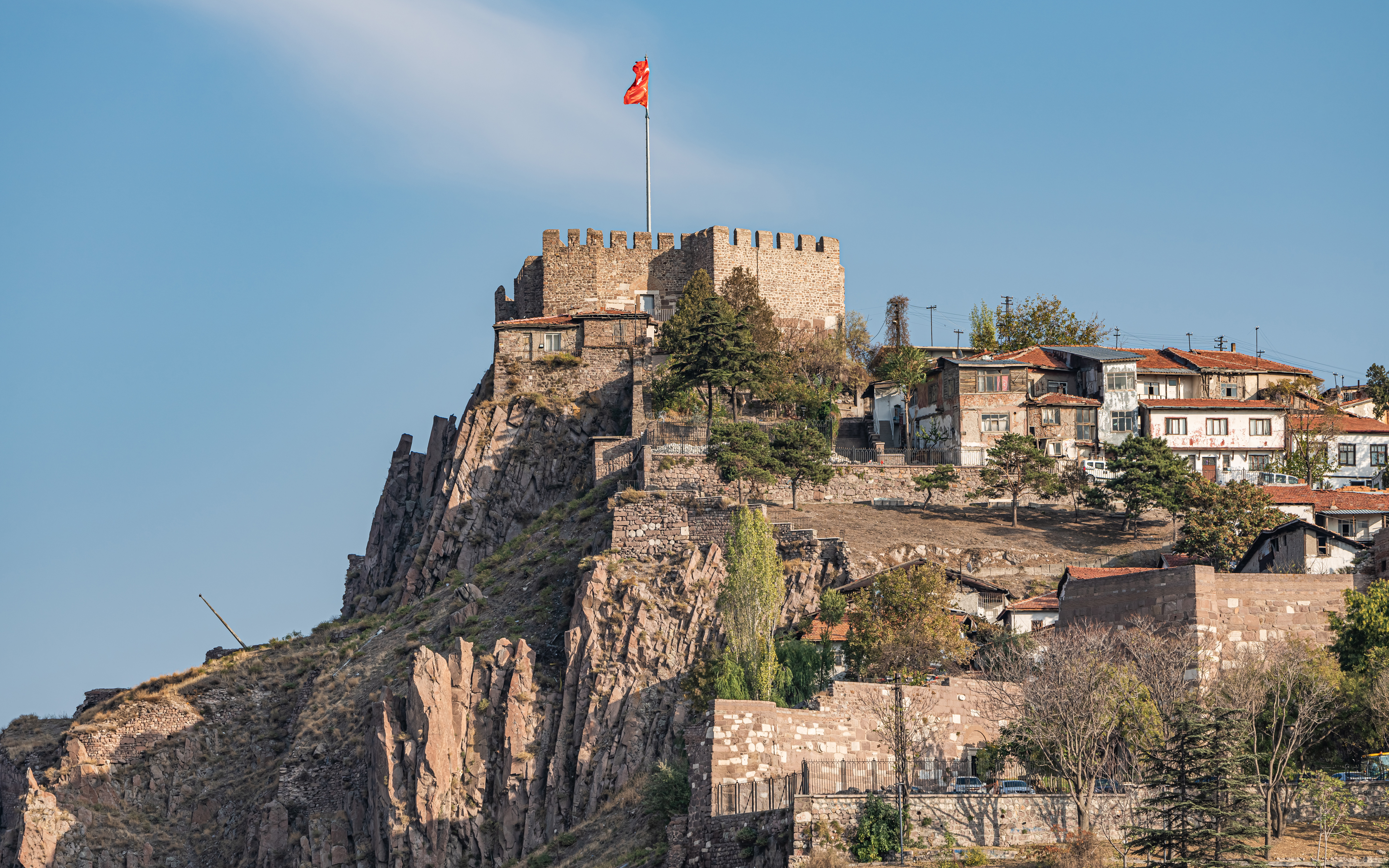
Die Zitadelle von Ankara
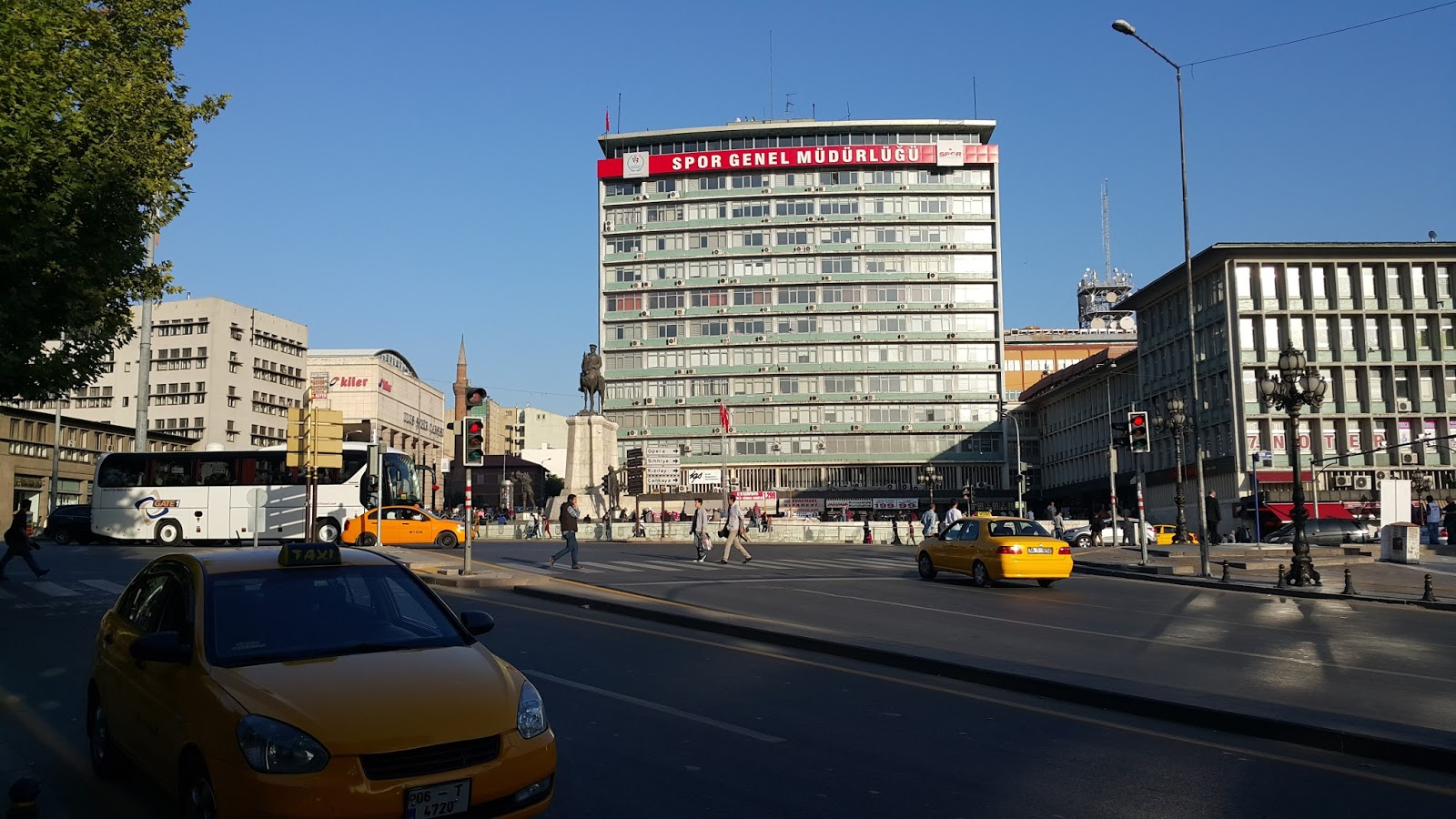
Gesamtansicht des Ulus Meydanı
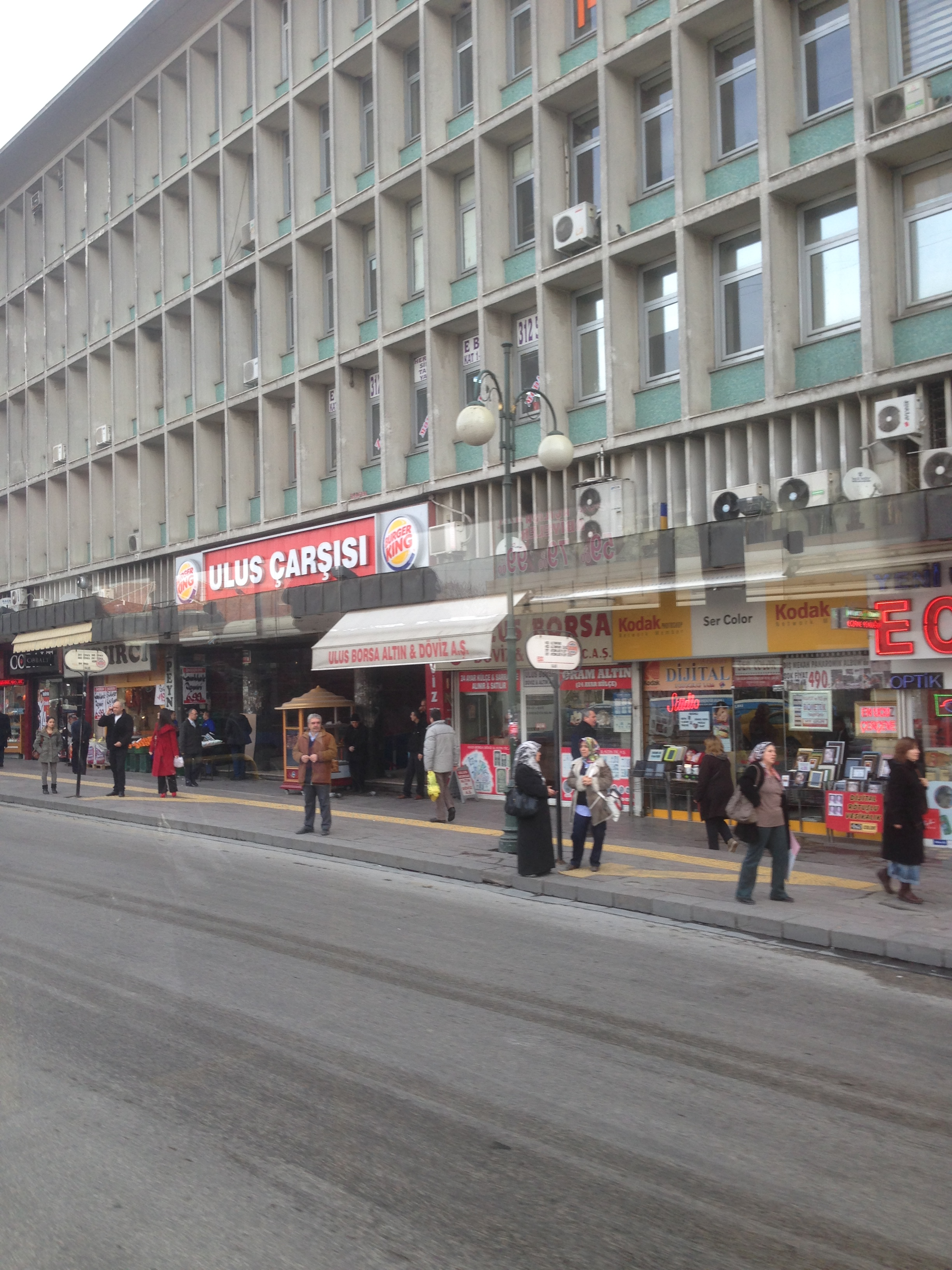
Geschäftsgebäude
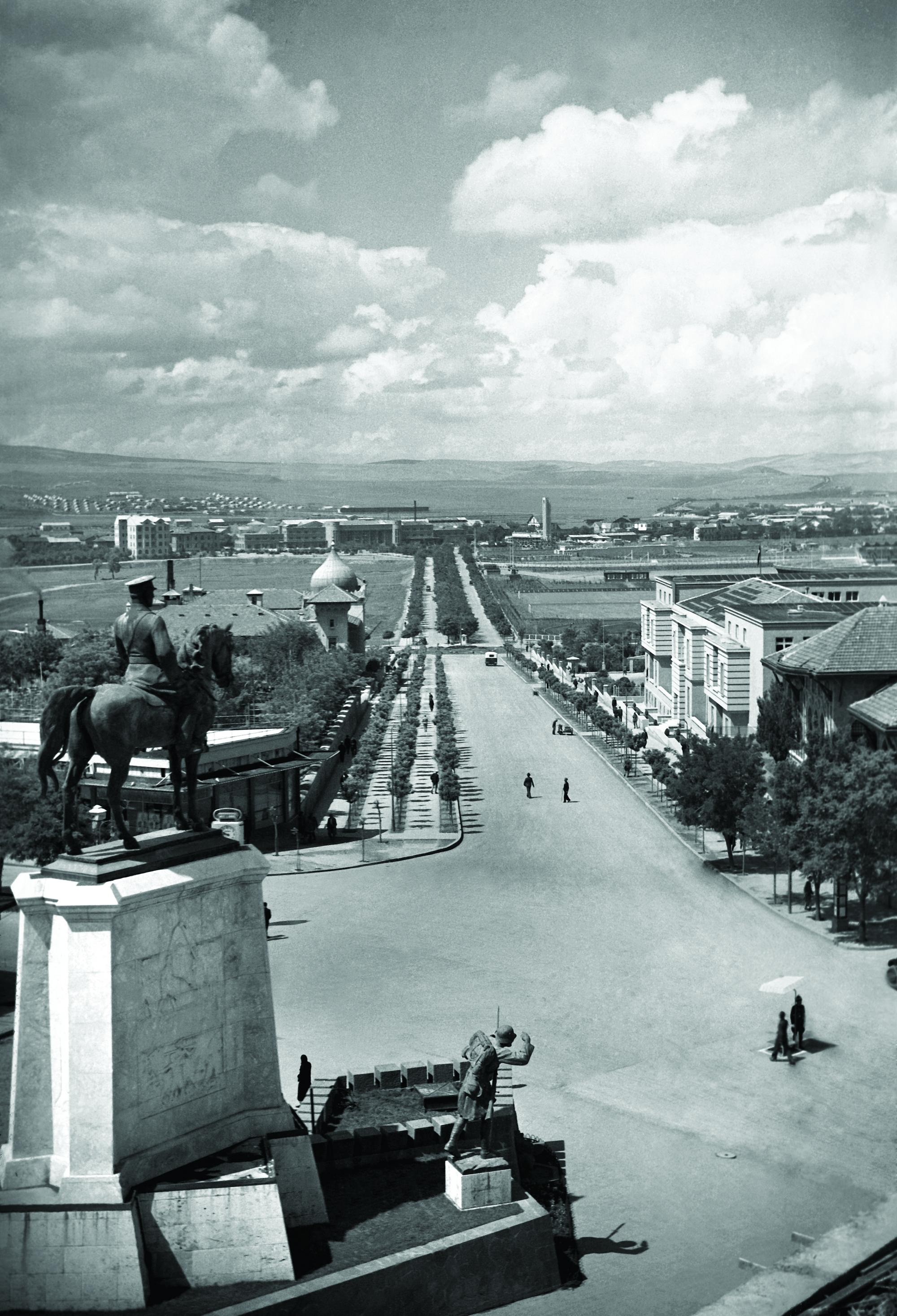
1937:Blick vom Siegesmonument über die Cumhuriyet Caddesi zum Bahnhof. Der heute innenstädtische Bereich ist noch Brachland